# Nothofidonia ansorgei
Nothofidonia ansorgei là một loài bướm đêm trong họ Geometridae.